# Ана-Мирјана Рачановић Јевтић
Ана-Мирјана Рачановић Јевтић (рођена као Ана—Мирјана Рачановић; Бијељина, cca 1980) босанскохерцеговачка је пјевачица, манекенка и носилац титуле мис БиХ 2001. са првог избора Мис РС (исте године се такмичила на Мис свијета у Јужној Африци). Удата је и живи у Раштату (Баден-Виртемберг, Њемачка), са мужем Аленом Јевтићем; имају троје дјеце.
Била је гласноговорница за Босну и Херцеговину на Пјесми Евровизије 2005, а једно вријеме и ТВ водитељка.